# گنجار
گنجار، روستایی از توابع بخش احمدسرگوراب شهرستان شفت در استان گیلان است.
این روستا دارای زیبایی‌های فراوان و بکر می‌باشد
البته دلیل بکر بودن این روستا را می‌توان بن‌بست بودن آن دانست، این روستای زیبا همچون نگینی در منطقه ای در نزدیکی بخش احمد سرگوراب می‌درخشد
بام سبز گنجار و آبشار زیبای وزنه بن در منطقه ای بکر در این روستا از جاذبه‌های روستا است که محل مناسبی برای عکاسی و محیطی سرسبز و مفرح است
در بخش انتهایی روستا و پس از منطقه زیبای بام سبز که در ارتفاع روستا واقع است جاده ای خاکی و مال رو می‌باشد که به منطقه ای تفریحی دیگر در استان گیلان، امامزاده اسحاق شفت منتهی می‌شود
برای کسانی که علاقه‌مند به طبیعت گردی و جاذبه‌های طبیعی می‌باشند عبور و پیاده‌روی از این منطقه به سمت امامزاده اسحاق که در ارتفاع واقع است بسیار جذاب خواهد بود البته به دلیل بکر بودن منطقه و وجود حیات وحش رعایت نکات ایمنی و داشتن تجهیزات مناسب لازم است
سالهاست بحث آسفالت جادهٔ منتهی به امامزاده اسحاق از روستای گنجار مطرح می‌باشد که تاکنون اقدامی در این زمینه انجام نشده است.

## جمعیت
این روستا در دهستان نصیرمحله قرار دارد و براساس سرشماری مرکز آمار ایران در سال ۱۳۹۵، جمعیت آن ۶۴۹ نفر (۱۸۵خانوار) بوده است.